# Открытый чемпионат Познани по теннису
Открытый чемпионат Познани — международный мужской профессиональный теннисный турнир, проходящий летом в период между Уимблдонским турниром и Открытым чемпионатом США на грунтовых кортах Познани. Турнир некоторое время был включён в календарь Мирового тура ATP Challenger и относится к категории самых престижных соревнований тура, Tretorn SERIE+. Призовой фонд турнира составляет 35 тысяч евро, игрокам также оплачивается проживание. Турнирная сетка рассчитана на 32 игрока в одиночном разряде и 16 пар.

## Победители и финалисты
Только один теннисист, Руй Машаду из Португалии, завоевал больше одного титула. Он по разу победил в парном и одиночном разряде. Ещё один игрок, Адриан Гарсия из Чили, дважды играл в финале — в одиночном и парном разряде в 2005 году.
Первым из хозяев турнира, кому удалось пробиться в финал в одиночном разряде, стал в 2011 году Ежи Янович, а через год он же стал первым поляком, победившим в одиночном разряде. Напротив, в парах в первые три года проведения турнира из шести победителей пять представляли Польшу, в том числе Лукаш Кубот, в дальнейшем один из ведущих теннисистов мира в парном разряде. Представители республик бывшего СССР удачно выступают в Познани в одиночном разряде: на их счету одна победа (Теймураз Габашвили в 2005 году) и два выхода в финал (Юрий Щукин и Андрей Кузнецов).

### Одиночный разряд
| Год  | Победитель            | Финалист               | Счёт в финале   |
| ---- | --------------------- | ---------------------- | --------------- |
| 2014 | Давид Гоффен          | Блаж Рола              | 6-4, 6-2        |
| 2013 | Андреас Хайдер-Маурер | Дамир Джумхур          | 4-6, 6-1, 7-5   |
| 2012 | Ежи Янович            | Жонатан Даньер де Вежи | 6-3, 6-3        |
| 2011 | Руй Машаду            | Ежи Янович             | 6-3, 6-3        |
| 2010 | Денис Гремельмайр     | Андрей Кузнецов        | 6-1, 6-2        |
| 2009 | Петер Лучак           | Юрий Щукин             | 3-6, 7-64, 7-66 |
| 2008 | Николя Девильде       | Бьорн Фау              | 7-5, 6-0        |
| 2007 | Рамон Слёйтер         | Жулиу Силва            | 6-4, 6-3        |
| 2006 | Ян Гайек              | Илья Бозоляц           | 6-4, 6-3        |
| 2005 | Теймураз Габашвили    | Адриан Гарсия          | 6-4, 6-2        |
| 2004 | Томаш Зиб             | Хуан Пабло Бжезицкий   | 6-74, 7-63, 6-3 |

### Парный разряд
| Год  | Победители                           | Финалисты                         | Счёт в финале    |
| ---- | ------------------------------------ | --------------------------------- | ---------------- |
| 2014 | Раду Албот Адам Павласек             | Томаш Беднарек Хенри Континен     | 7-5, 2-6, [10-8] |
| 2013 | Геро Кречмер Александр Сачко         | Хенри Континен Матеуш Ковальчик   | 6-3, 6-3         |
| 2012 | Рамиз Джунейд Симон Штадлер          | Нима Рошан Адам Хаббл             | 6-3, 6-4         |
| 2011 | Стефан Робер Оливье Шарруа           | Андре Са Франко Феррейро          | 6-2, 6-3         |
| 2010 | Руй Машаду Даниэль Муньос де ла Нава | Джеймс Серретани Адиль Шамасдин   | 6-2, 6-3         |
| 2009 | Серхио Ройтман Александр Сидоренко   | Михаэль Кольманн Рогир Вассен     | 6-4, 6-4         |
| 2008 | Юхан Брунстрём Жан-Жюльен Ройер      | Альберто Мартин Сантьяго Хиральдо | 4-6, 6-0, [10-6] |
| 2007 | Сантьяго Вентура Марк Лопес          | Иво Клец Флавио Чиполла           | 6-2, 5-7, [10-3] |
| 2006 | Томаш Беднарек Михал Пшисенжний      | Василис Мазаракис Ян Мертль       | 6-3, 3-6, [10-8] |
| 2005 | Лукаш Кубот Филип Урбан              | Адриан Гарсия Томас Тенкони       | 6-75, 6-3, 6-2   |
| 2004 | Стефан Робер Адам Хадай              | Томаш Цибулец Давид Шкох          | 3-6, 6-1, 6-2    |